# Janelson Carvalho
Janelson dos Santos Carvalho, född 24 mars 1969 i Porto Alegre, är en brasiliansk före detta volleybollspelare. Carvalho blev olympisk guldmedaljör i volleyboll vid sommarspelen 1992 i Barcelona.